# Ceratina acuta
Ceratina acuta är en biart som beskrevs av Heinrich Friese 1896. Ceratina acuta ingår i släktet märgbin, och familjen långtungebin. Inga underarter finns listade i Catalogue of Life.